# Religija u Poljskoj
Religija u Poljskoj zastupljena je s nekoliko vjerskih zajednica.

## Povijest
Poljska je tradicijski katolička zemlja. Do dolaska kršćanstva slavensko stanovništvo štovalo je slavenske bogove. Susjedna baltička plemena štovala su u biti iste bogove. Na istočnom rubu srednjovjekovne poljske države u starom vijeku prostiralo se Kazarsko Carstvo. Od 9. do 12. stoljeća u ove se krajeve proširilo kršćanstvo. Sjeveroistočni krajevi pokršteni su od 12. do 14. stoljeća.
Pokrštavana je postupno do kraja u srednjem vijeku. Pripadala je krugu zapadnog kršćanstva. Nakon velike podjele, ovaj prostor dio je rimokatoličkog svijeta. Zapadni raskol odrazio se da je Poljska ostala uz rimskog papu. Husitski ratovi su se osjetili u Poljskoj. Wieluński edikt 1424. rezultirao je tenzijama. Pojava protestantizma ostavila je neki trag u Poljskoj, premda su rimokatolici ostali prevladavajući. Varšavska konfederacija 1573. jamčila je vjersku toleranciju. U Poljskoj-Litvi Židovi su našli utočište zbog čega su mnogi doselili. Zbog dinastijskog braka s katoličkim poljskim vladarom, litvanska je dinastija Jagelovića i Litvanci prešli na katoličanstvo. U 14. stoljeću doselila je skupina Tatara, t.zv. Lipčani (poljsko-litvanski Tatari). Prvi su bili šamanisti i naselili su se kod još nepokrštenih Litvanaca. Drugi val tih Tatara pozvao je Vitold Veliki. Prvotno vojna kasta, poslije su preselili u gradove, izgubili tatarski jezik i postali obrtnici. U Poljskoj su usvojili poljski jezik. Muslimanske su vjere, njihovih potomaka ima i danas, ali su malobrojni. Protureformacija nije dobro primljena kod protestanata. Poznato je Krvoproliće u Torunu 1724. godine. Nakon podjela Poljske Poljaci su bili izloženi vjerskoj diskriminaciji sa strane gospodara iz proširenih protestantskih njemačkih država na zapadu i pravoslavne carske Rusije na istoku. 1791. carska Rusija odredila je Područje naseljavanja u koju su se smjeli naseliti Židovi. To područje obuhvaćalo je i poljske krajeve. Brojni poljski rimokatolici i grkokatolici, osobito s istoka zemlje prisilno su prevedeni na pravoslavlje. Osamostaljenjem Poljske rimokatolici dolaze opet na prvo mjesto po ulozi u društvu. Njemačko-sovjetskim napadom na Poljsku rimokatolici opet su izloženi pritiscima. U okupiranoj Poljskoj, brojna židovska zajednica strahovito je stradala u Holokaustu, gotovo 90%. Poslije drugog svjetskog rata Poljska doživljava veliku promjenu granica. Njemačko je stanovništvo ili iselilo ili kao drugdje po Europi, prisiljeno na odlazak u Njemačku, a s njima i brojni protestanti. Poljaci iz izgubljenih zemalja i iz drugih država istočno od Željezne zavjese prisilno su doseljeni u matičnu domovinu. Gubitkom ozemlja na istoku opao je udio poljskih grkokatolika i pravoslavaca. Sve skupa povećao se udio rimokatolika. Komunistička vlast u Poljskoj promicala je ateizam, ali ateizacija nije uspjela zahvatiti društvo. Danas je Poljska najkatoličkija velika država u Europi.

## Vjerska struktura
Procjene koje navodi CIA za 2012. godinu govore o sljedećem vjerskom sastavu:
- katolici 87,2% (rimokatolici 86,9%, zatim grkokatolici, armenski katolici te katolici bizantsko-slavenskog obreda 0,3%)
- pravoslavni (gotovo svi Poljska pravoslavna Crkva) 1,3%
- protestanti 0,4% (uglavnom augsburški evangelici i pentekostalci)
- ostali 0,4% (uključuje Jehovine svjedoke, budista, štovatelji Hare Krišne, gaudiya vaišnavizam, muslimane, židove, mormone)
- nespecificirani 10,8%

## Galerija
- Širenje kršćanstva u Europi i na Sredozemlju.
- Europa u doba velike podjele 1054. godine.
- Religija u Europi, na Sredozemlju i na Bliskom Istoku 1100.
- Zapadni raskol. Pristaše avignonskog (crveno) i rimskog (plavo) pape. 1409. slika se mijenja pojavom pisanskog pape. Zemljovid još nije potpun i točan.
- Religije u Europi 1560.